# Antonio Maria da Milano
Antonio Maria da Milano (Milano, 1439 – Treviso, 1511) è stato un architetto italiano.
Gli si devono la tomba di Lodovico Marcello (1506), l'abside di San Giovanni dal Tempio (1509) e la cappella del Santissimo nel duomo di Treviso (1503).